# Divisione di Raipur
La divisione di Raipur è una divisione dello stato federato indiano del Chhattisgarh, di 9 241 022 abitanti. Il suo capoluogo è Raipur.
La divisione di Raipur è stata reintrodotta dal governo statale con decisione del 31 marzo 2008, dopo che nel 2002 era stata abolita dal precedente governo; comprende i distretti di Dhamtari, Durg, Kawardha, Mahasamund, Raipur e Rajnandgaon. Il 14 aprile 2008 il governo statale ha nominato alla guida della divisione il commissario B. L. Agrawal.